# Brasero
Brasero je počítačový program na vypalování optických disků. Jedná se o svobodný software pod licencí GNU GPL. Program je napsaný v jazyce C za použití knihovny GTK+ a nabízí grafické uživatelské rozhraní na míru desktopového prostředí GNOME, pro které je také Brasero základním vypalovacím programem. Program je obecně určen pro un*xové systémy, zejména pro Linux. 
K realizaci používá Brasero programy příkazového řádku: cdrtools, cdrskin, growisofs. 
Podporovány jsou různé optické disky, kromě cédéček i dévédéčka. Je možné vypalovat hotové ISO obrazy i je nejprve vytvářet, přičemž za pomoci GStreameru je možné vytvářet zvuková CD z různých formátů (Ogg, FLAC, MP3, …).